# Yavuz Köse
Yavuz Köse (* 1971 in Moosburg an der Isar) ist ein deutscher Turkologe.

## Leben
Er studierte Geschichte und Kultur des Nahen Orients, Volkswirtschaftslehre sowie Markt- und Werbepsychologie an der Ludwig-Maximilians-Universität München (2001 Magister Artium in Geschichte und Kultur des Nahen Orients sowie Turkologie, Psychologie und Volkswirtschaftslehre). Von 2001 bis 2008 war er wissenschaftlicher Assistent im Institut für den Nahen und Mittleren Osten in München. Von 2008 bis 2010 war er akademischer Rat (a. Z.) im Institut für den Nahen und Mittleren Osten an der Ludwig-Maximilians-Universität München. Von
2010 bis 2018 war er W3-Vertretungsprofessor für Turkologie im Asien-Afrika-Institut der Universität Hamburg. Seit 2019 lehrt er als Professor für Turkologie am Institut für Orientalistik der Universität Wien.
Seine Forschungsschwerpunkte sind Sozial-, Wirtschafts- und Konsumgeschichte des Osmanischen Reiches und der Türkei, Umwelt- und Tourismusgeschichte, Wissenschaftsgeschichte und Migrations- und Arbeitergeschichte.

## Schriften (Auswahl)
- (Hg.): Istanbul. Vom imperialen Herrschersitz zur Megapolis. Historiographische Betrachtungen zu Gesellschaft, Institutionen und Räumen. München 2006, ISBN 3-89975-050-0.
- Westlicher Konsum am Bosporus. Warenhäuser, Nestlé & Co. im späten Osmanischen Reich (1855–1923). München 2010, ISBN 978-3-486-58978-8.
- (Hg.): Şehrâyîn. Die Welt der Osmanen, die Osmanen in der Welt. Wahrnehmungen, Begegnungen und Abgrenzungen. Festschrift Hans Georg Majer. Wiesbaden 2012, ISBN 978-3-447-06739-3.
- (Hg.): Osmanen in Hamburg. Eine Beziehungsgeschichte zur Zeit des Ersten Weltkrieges. Hamburg 2016, ISBN 3-943423-27-1.